# Police en Slovaquie

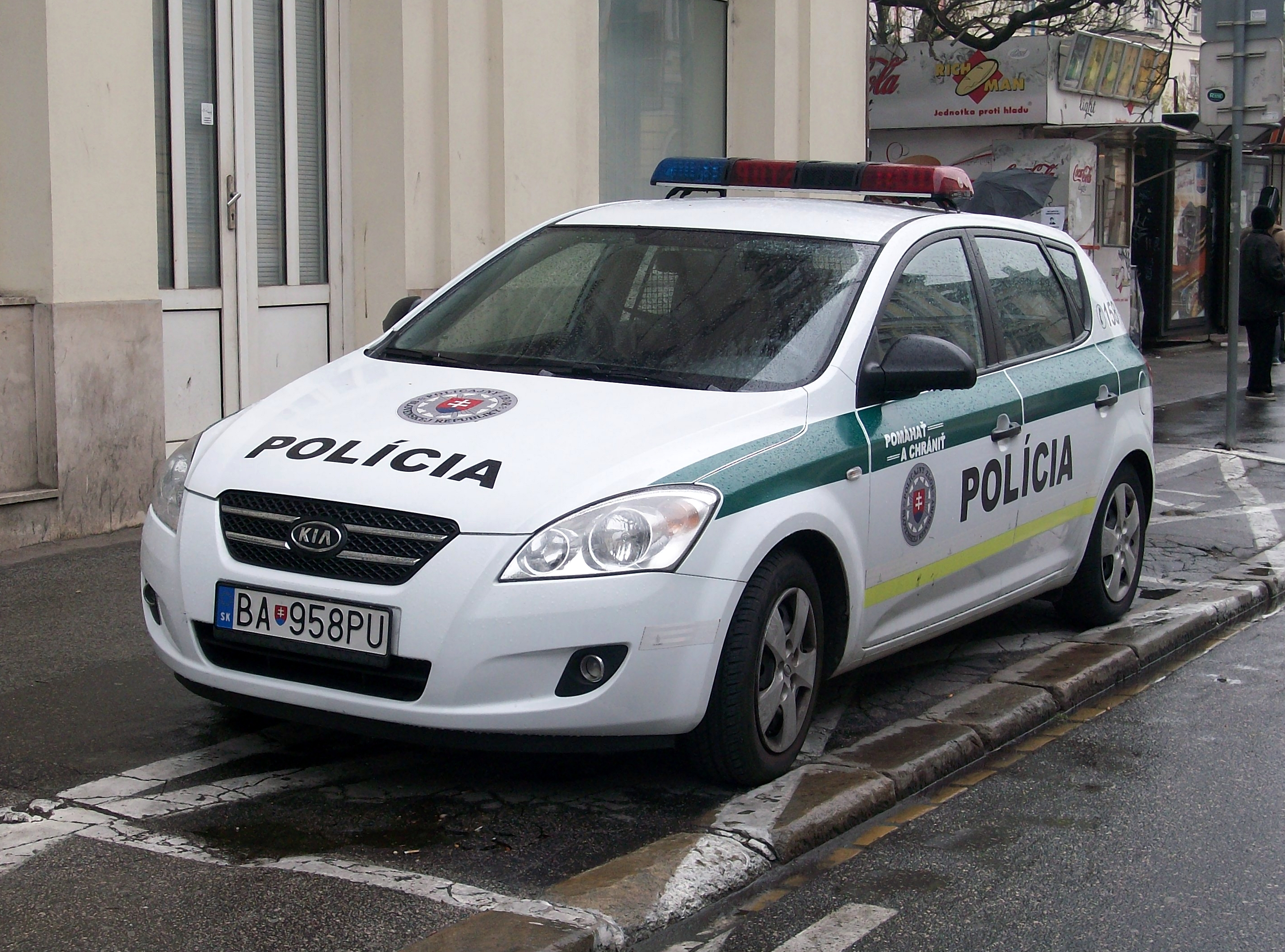
Kia de la police nationale slovaque

En Slovaquie, il existe trois types de polices : la nationale, la police municipale ainsi que la police militaire.